# Apodanthera mathewsii
Apodanthera mathewsii är en gurkväxtart som beskrevs av George Arnott Walker Arnott. Apodanthera mathewsii ingår i släktet Apodanthera och familjen gurkväxter. Inga underarter finns listade i Catalogue of Life.